# Système de gestion de balises
Un système de gestion de balises ou gestionnaire de balises (en anglais : tag management system ou TMS) est un outil web permettant d'appeler, à partir d'un seul script JavaScript intégré sur une page web, un ensemble d'autres scripts gérés depuis un back-office externe. Ce système est principalement utilisé pour les outils d'analyse d'audience numérique.

## Historique
Le premier TMS fut TagMan lancé en 2007.

## Principaux systèmes
- TagCommander (par Commander's Act)
- Google Gestionnaire de balises
- Tealium
- Ensighten (anciennement TagMan)
- Signal (anciennement BrightTag)
- QuBit